# Anelosimus analyticus
Anelosimus analyticus är en spindelart som först beskrevs av Chamberlin 1924.  Anelosimus analyticus ingår i släktet Anelosimus och familjen klotspindlar. Inga underarter finns listade i Catalogue of Life.